# ベルト・ライテル
ベルト・ライテル（Bert Ruiter、1946年11月26日 - 2022年3月24日）は、オランダのロック・ミュージシャン。
1970年に結成され、国際的に成功したオランダのロック・バンドの最古参の一つであるフォーカスの3代目のベーシスト。

## 来歴

### 生い立ちと初期の来歴
アムステルダムに生まれ、ヒルフェルスムで育った。12歳になると、ピアニストだった母親に読譜を学びながら、独学でギターを練習した。
1966年、20歳の時に、地元出身のビート・グループのThe Caps、Weetjewel、The Spectaclesなどに加入。1967年からR&B・グループのFull Houseに18ヶ月間在籍して数作のシングルを発表。さらに、1969年にかけてSammy Soul Set、Jay-Jaysなどに短期間在籍した。
1970年、アムステルダムでR&B・グループのAngelflight Railwaysを結成して、彼とHans Kostermanの共作である'Tell Me About Her'をシングルで発表した。また、ヘルマン・ヴァン・ヴェーンのアルバムMorgenにベーシストとして参加し、ヴァン・ヴェーンと'Morgen Ben Ik Op de Maan'を共作した。

### フォーカス
1971年のある晩、ライテルはフォーカスのドラマーのピエール・ファン・デル・リンデンから、フォーカスに加入しないかと電話で誘われた。フォーカスは2作目のアルバム『ムーヴィング・ウェイヴス』を発表した後、ベーシストのシリル・ハフェルマンスがソロ活動に専念する為に脱退する意思を示したので、後任を探していた。ライテルは、メンバーのタイス・ファン・レール（キーボード、フルート、ボーカル）、ヤン・アッカーマン（ギター）、ファン・デル・リンデンと一緒に演奏してみた結果、フォーカスに加入することにした。
ライテルはフォーカスの3代目のベーシストとなり、1978年にフォーカスが解散するまで在籍し、ベース・ギターだけでなく、ボーカリストとしてライブでファン・レールとスキャットを分担した。彼は3作目のアルバム『フォーカスIII』（1972年）から最後のアルバムFocus con Proby（1977年）まで、全てのアルバムの制作に参加した。フォーカスの曲作りの中心を担っていたのはファン・レールとアッカーマンであったが、彼も時として曲作りに貢献した。彼がアッカーマンと共作して『フォーカスIII』に収録された「アンサーズ? クエッションズ! クエッションズ? アンサーズ!」は、アッカーマンが在籍した期間のコンサートのほぼ全てで取り上げられた。アッカーマンの最後のアルバムになった1975年の『マザー・フォーカス』ではファン・レールらとタイトル曲を共作したほか、自作を4曲提供し、そのうちの1曲ではリード・ボーカルも担当した。

### アース・アンド・ファイアー
ライテルはフォーカス在籍中の1974年、オランダのプログレッシブ・ポップ・グループであるアース・アンド・ファイアーのリード・ボーカリストのジャーニー・カーフマンとパートナーの関係になった。彼はフォーカスが解散した1978年、ベーシストとしてアース・アンド・ファイアーに加入し、カーフマンや他のメンバーと共に曲作りにも参加した。

### その後
1983年にアース・アンド・ファイアーが解散した後、ソロ活動を始めたカーフマンのアルバムMade On Earth (1984)、Run (1987)の曲作りに参加した。
1990年4月20日、ファン・レール、アッカーマン、ファン・デル・リンデンに合流して、オランダのラジオ局Radio Veronicaの番組Oud Van Goudの為にアペルドールンのAmericahalで約40分間のライブ演奏を披露。この模様はテレビで放映された。
1996年5月、ライテルはファン・レール、フォーカスの初代ドラマーのハンス・クルフェールとフォーカスを復活させることに同意。翌1997年4月、ギタリストのメンノ・ホーチェスを交えた4人は、ライテルの自宅にあるデジタル・オーディオ・ワークステーションを用いてデモを制作した。そして8月30日、4人は北ブラバント州でフォーカスとしてライブを行なって新作と旧作を披露。1998年4月5日には、オランダの一般社団法人ラジオ放送協会（Algemene Vereniging Radio Omroep, ARVO）の75周年の記念番組に出演したファン・レールがフォーカスの復活を明言した。しかし、ライテルは復活の機は未だ熟していないと主張し、ファン・レールと対立して離脱した。
2022年3月24日、他界。享年75歳。

## ディスコグラフィ

### Full House
- Do It Right / Still Feel The Same About You（1967年）[23]　7"シングル
- On A Side Track / Don't Try To Push Me（1967年）[24]　7"シングル
- Elise '69 / The Wizard Of Khu（1969年）[25]　7"シングル

### Angelflight Railways
- Tell Me About Her / I Can't Get It Better（1967年）[26]　7"シングル

### フォーカス
- 『フォーカスIII』 – Focus 3 (1972年)
- 『フォーカス・アット・ザ・レインボー』 – Focus at the Rainbow (1973年)
- 『ハンバーガー・コンチェルト』 – Hamburger Concerto (1974年)
- 『マザー・フォーカス』 – Mother Focus (1975年)
- 『新しき伝説（英語版）』 – Focus con Proby (1978年)
- 『ライヴ・アット・ザ・BBC（英語版）』 – Live at the BBC (2004年)

### アース・アンド・ファイアー
- Reality Fills Fantasy（1979年）[27]
- Andromeda Girl（1981年）[28]
- In A State Of Flux（1982年）[29]
- Phoenix（1989年）[30]

### 客演
- Morgen（1970年）[31]　ヘルマン・ヴァン・ヴェーン
- Profile（1972年）[32]　ヤン・アッカーマン